# Umoja Prize for Contemporary Tanzanian Artist
El Umoja Prize for Contemporary Tanzanian Artist es un concurso, exhibición y premio que se lleva a cabo cada año para las artes visuales en Tanzania. Es uno de los premios de arte más importantes de Tanzania. Ofrecido por primera vez en 2007 por la Fundación Umoja para las Artes. La Fundación Umoja ha patrocinado el evento desde 2007, por lo que a menudo se lo conoce como el Premio Umoja. Premia a los artistas tanzanos menores de 40 años en arte contemporáneo.
La competencia está abierta a todos los artistas menores de 40 años, cuenta con artistas de todo Tanzania. Su objetivo es mostrar el mejor arte indígena del país. Las obras pueden estar en cualquier medio, incluidas pinturas (sobre corteza, lienzo y papel), grabados, esculturas, textiles, tejidos, cerámica, vidrio, fotografía, medios digitales y video.
El primer premio de 3.000.000 Tsh se otorga a la obra considerada la mejor de la muestra. Los premios más pequeños de 1.000.000 Tsh cada uno se otorgan en cuatro categorías.

## Premiados
| AÑO  | REGIÓN       | ARTISTA            |
| ---- | ------------ | ------------------ |
| 2021 | Moshi        | Mary Chrisopher    |
| 2020 | Dar es-Salam | Simon Rieber       |
| 2019 | Arusha       | Adamson John       |
| 2018 | Zanzíbar     | Hamza Khalfani     |
| 2017 | Dar es-Salam | Mwandale Mwanyekwa |
| 2016 | Mwanza       | Thobias Minzi      |
| 2015 | Moshi        | Sam Ntiro          |
| 2014 | Mtwara       | Adam Aloyce        |
| 2013 | Zanzíbar     | Zainab Said        |
| 2012 | Dar es-Salam | Yohanna Mwenda     |
| 2011 | Zanzíbar     | Ally Salum         |
| 2010 | Moshi        | Issack Shayo       |
| 2009 | Mbeya        | Mwahangila Baraka  |
| 2008 | Mbeya        | Mwahangila Baraka  |
| 2007 | Arusha       | Musa Owiyo         |